# Order of Woodcraft Chivalry
Order of Woodcraft Chivalry „Řád woodcrafterského rytířství“ je britská woodcrafterská organizace založená v roce 1916 Ernestem Westlakeem v oblasti New Forest. Je inspirována woodcrafterským hnutím Ernesta Thompsona Setona, který byl prohlášen čestným velkým náčelníkem skupiny. Výrazný vliv na řád mělo také dílo Jane Ellen Harrison. V roce 1926 měl řád kolem dvanácti set členů.
Order of Woodcraft ve své původní podobě nesl řadu prvků, jež se objevily v pozdějším novopohanském hnutí. Westlake byl například inspirován motivem oživení Řecka skrze uctívání Dionýsa, jež se objevuje v Eurípidově dramatu Bakchantky, a Dionýsa ztotožnil s anglickou postavou oslav prvního máje zvanou Jack in the Green a určil „trojici woodcraftu“, jež se skládala z Pana, Artemidy a Afrodité. V roce 1921 na Lammas byl na sídle Sandy Balls, jež zakoupil, pořádal první folkmoot sněm – ústředním prvkem byl velký oheň, okolo kterého se rozprostíral rituální kruh. V kruhu stáli čtyři lidé oblečení do barev spojených s živly, které vítali, a Westlake invokoval Pana. Westlake však sám sebe jako pohana nejspíše nechápal, ale domníval se, že skrze předkřesťanské praktiky může oživit křesťanství. Podle jeho názoru se Ježíš Kristus po svém vzkříšení rozplynul do přírody a uznáním božskosti přírody se lidé mohou stát lepšími křesťany.
Po své smrti byl Westlake pohřben do mohyly v lesích Sandy Ball a náčelníkem organizace se stal jeho syn Audrey, velký vliv však získal také Harry Byrngham. Byrngham byl velkým fanouškem naturismu a na rozdíl od Westlakea neshledával na křesťanství nic hodného k zachování, přičemž jeho pohanská orientace vedla ke konfliktu s částí členstva a postupné ztrátě vlivu. V letech 1922 až 1927 se objevily také nové inspirační prvky: svobodné zednářství a náboženství domorodých Američanů. Na konci 20. let pak došlo k úpadku hnutí v souvislosti se snahami o kompromis mezi křesťansky a pohansky orientovanými členy, jež neuspokojovaly zpravidla ani jednu ze stran. V roce 1931 pak opustil organizaci Byrngham a v roce 1934 také Audrey Westlake. Ještě roku 1999 však organizace stále zůstávala činná, ač s malým počtem členů.
Religionista James R. Lewis se domnívá, že tato skupina výrazně ovlivnila podobu rituálů Wiccy, jelikož mnohé jejich prvky, například praktikování v kruhu, volání živlů či sdílení pohoštění, nemůže být odvozeno z jiných inspiračních zdrojů Wiccy, jako bylo svobodné zednářství, ceremoniální magie nebo Hermetický řád Zlatého úsvitu. Tyto prvky lze naopak nalézt v obřadech amerického woodcraftu, kde byly chápány jako „indiánské“.